# Syzygium leptoneurum
Syzygium leptoneurum är en myrtenväxtart som beskrevs av Friedrich Ludwig Diels. Syzygium leptoneurum ingår i släktet Syzygium och familjen myrtenväxter. Inga underarter finns listade i Catalogue of Life.